# Boû Gâdoûm
Boû Gâdoûm oder Bougadoum, arabisch بوكادوم, ist eine Stadt der Verwaltungseinheit Hodh Ech Chargui im Südosten des westafrikanischen Staats Mauretanien. Die Stadt liegt nahe der Grenze zum benachbarten Staat Mali und ist auf einer Stichstraße von Néma nach Süden zu erreichen.
Für die Bevölkerungszahl der Stadt liegen vor dem Jahr 2000 keine Angaben vor, sie stieg jedoch kontinuierlich an. Im Jahr 2000 erreichte sie 29.045, 2005 wurde die Bevölkerung der Stadt auf 32.749 geschätzt. Damit lag sie 2005 auf der Liste der größten Städte Mauretaniens auf der Position 9 und war die zweitgrößte Stadt in Hodh Ech Chargui nach Adel Bagrou und vor der Hauptstadt Néma.

## Belege
1. ↑  City Population – Historische Einwohnerzahlen der Städte Mauretaniens
2. ↑  Mongabay – Aktuelle Einwohnerzahlen der Städte Mauretaniens